# Téo Bastien
Téo Bastien (3 de octubre de 2002) es un deportista de Francia que compite en atletismo. Ganó una medalla de bronce en el Campeonato Europeo de Atletismo Sub-20 de 2021, en la prueba de decatlón.